# 畠山和也
畠山 和也（はたやま かずや、1971年8月20日 - ） は、日本の政治家。日本共産党所属の元衆議院議員（1期）。

## 経歴
1971年8月20日、宮城県石巻市で生まれる。宮城県石巻高等学校、宮城教育大学卒業後、中学校教員を3年務める。その後北海道教育大学釧路校教育学研究科を修了。大学院修了後は児童相談所職員を目指していたが、党組織に請われて専従となる。
2007年、2010年 の参議院選挙で北海道選挙区から立候補するも落選。
2012年の第46回衆議院議員総選挙で比例北海道ブロックから単独1位で立候補するも落選。
2014年の第47回衆議院議員総選挙で比例北海道ブロックから単独1位で立候補し、初当選。日本共産党が北海道ブロックで議席を獲得するのは2000年に当選した児玉健次以来であった。
2017年の第48回衆議院議員総選挙で比例北海道ブロックから単独1位で立候補したが落選。

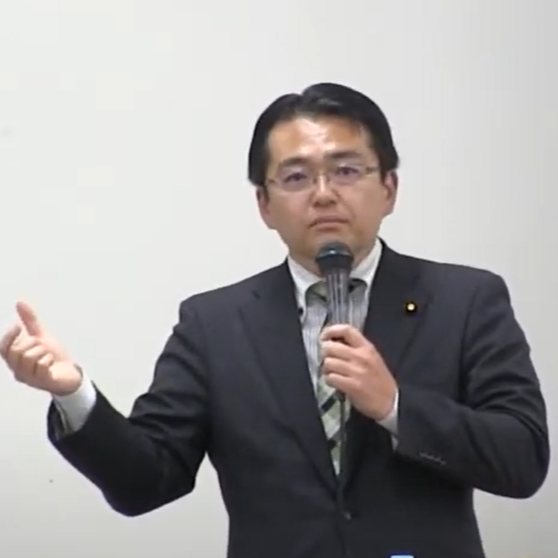
2017年5月、講演会にて

2017年12月25日、日本共産党は2019年の第25回参議院議員通常選挙の北海道選挙区公認予定候補として畠山を擁立することを発表。2019年7月21日、投開票の結果次点で落選。
2019年9月9日、次期衆院選に比例北海道ブロックから出馬することを発表。2021年10月31日、第49回衆議院議員総選挙で比例北海道ブロックから単独1位で立候補したが落選。
2022年4月4日、日本共産党北海道委員会は、夏の第26回参議院議員通常選挙で北海道選挙区（改選数3）に出馬予定だった公認候補が交通事故で大けがを負ったため、畠山に候補者を変更したと発表した。7月10日の投開票の結果、候補者12人中5位で落選。
2024年10月27日、第50回衆議院議員総選挙で比例北海道ブロックから単独1位で立候補したが落選。
同年11月26日、第27回参議院議員通常選挙に比例代表から勇退する紙智子の後継として出馬することを発表した。2025年7月20日の投開票の結果、党の獲得議席が2議席であったのに対し、個人得票数が5位であったため落選。

## 政策
- 2017年に引き上げ予定の消費税10％への増税に反対[13]。2015年7月19日の衆議院農林水産委員会の質疑で円安による物価上昇に触れつつ「消費税の8％増税も生活基盤を脅かしています。」と発言した。
- TPP交渉から直ちに撤退することを求める。農林水産委員会ではTPP参加に反対の質疑と討論を行った。また2016年2月2日には首相官邸前でTPP交渉から直ちに撤退することを求めて抗議デモを行った[13][14]。
- 憲法9条の改正と集団的自衛権の行使に反対[15]。
- アベノミクスを評価しない[15]。
- 原発は日本に必要ない[15]。
- 村山談話・河野談話を見直すべきでない[15]。
- 特定秘密保護法は日本に必要ない[15]。
- 受動喫煙防止を目的に原則屋内禁煙とする健康増進法改正に賛成しており、2017年に行われた公開アンケートにおいて「受動喫煙を受けない権利がある」と回答している[16]。

## 選挙歴
| 当落 | 選挙                     | 執行日         | 年齢 | 選挙区             | 政党       | 得票数     | 得票率 | 定数 | 得票順位 /候補者数 | 政党内比例順位 /政党当選者数 |
| ---- | ------------------------ | -------------- | ---- | ------------------ | ---------- | ---------- | ------ | ---- | ------------------ | ---------------------------- |
| 落   | 第21回参議院議員通常選挙 | 2007年07月29日 | 35   | 北海道選挙区       | 日本共産党 | 20万6463票 | 7.30%  | 2    | 2/8                | /                            |
| 落   | 第22回参議院議員通常選挙 | 2010年07月11日 | 38   | 北海道選挙区       | 日本共産党 | 20万231票  | 7.24%  | 2    | 5/6                | /                            |
| 落   | 第46回衆議院議員総選挙   | 2012年12月16日 | 41   | 比例北海道ブロック | 日本共産党 | ーー票     | ーー   | 8    | /                  | 1/0                          |
| 当   | 第47回衆議院議員総選挙   | 2014年12月14日 | 43   | 比例北海道ブロック | 日本共産党 | ーー票     | ーー   | 8    | /                  | 1/1                          |
| 落   | 第48回衆議院議員総選挙   | 2017年10月22日 | 46   | 比例北海道ブロック | 日本共産党 | ーー票     | ーー   | 8    | /                  | 1/0                          |
| 落   | 第25回参議院議員通常選挙 | 2019年07月21日 | 46   | 北海道選挙区       | 日本共産党 | 26万5862票 | 11.03% | 3    | 4/9                | /                            |
| 落   | 第49回衆議院議員総選挙   | 2021年10月31日 | 50   | 比例北海道ブロック | 日本共産党 | ーー票     | ーー   | 8    | /                  | 1/0                          |
| 落   | 第26回参議院議員通常選挙 | 2022年07月10日 | 50   | 北海道選挙区       | 日本共産党 | 16万3252票 | 6.98%  | 3    | 5/12               | /                            |
| 落   | 第50回衆議院議員総選挙   | 2024年10月27日 | 53   | 比例北海道ブロック | 日本共産党 | ーー票     | ーー   | 8    | /                  | 1/0                          |
| 落   | 第27回参議院議員通常選挙 | 2025年07月20日 | 53   | 比例区             | 日本共産党 | 1万9623票  | ーー   | 50   | /                  | 5/2                          |